# Tubbared, Okome socken
Tubbared är en by i Okome socken,  Falkenbergs kommun. Ägorna ligger alldeles söder om Sumpafallen vid Högvadsån.
Några inom byn belägna betesmarker och lövskog längs Högvadsån utgör tillsammans med dess forsar sedan 1978 en del av naturreservatet Sumpafallen.